# Saccopteryx antioquensis
Saccopteryx antioquensis is een zoogdier uit de familie van de schedestaartvleermuizen (Emballonuridae). De wetenschappelijke naam van de soort werd voor het eerst geldig gepubliceerd door Muñoz & Cuartas in 2001.